# Millevaches
Millevaches este o comună în departamentul Corrèze din centrul Franței. În 2009 avea o populație de 90 de locuitori.

## Evoluția populației
| An        | 1975 | 1982 | 1990 | 1999 | 2006 | 2009 |
| --------- | ---- | ---- | ---- | ---- | ---- | ---- |
| Populație | 86   | 79   | 76   | 82   | 89   | 90   |